# 18950 Маракесслер
18950 Маракесслер (18950 Marakessler) — астероїд головного поясу, відкритий 26 серпня 2000 року.
Тіссеранів параметр щодо Юпітера — 3,342.